# Tungel
Tungel är en svensk adelsätt som har sitt ursprung i Oldenburg. Ätten ankom i början av 1500-talet till Sverige och adlades 1631 med Lars Nilsson Tungel, en diplomat i Gustav II Adolfs tjänst. Dennes bror Nils Nilsson Tungel (1592-1665) var hovkansler 1651-1661 och uppförde det Tungelska huset.
En gren av familjen upphöjdes till friherrlig värdighet med generalmajoren och landshövdingen Gustaf Tungel, men denna gren dog ut med honom. En annan adelsfamilj, Tungelfelt, är utgrenad ur denna familj och härstammar från Lars Nilsson Tungels dotter.
Denna artikel är helt eller delvis baserad på artikeln Tungel  Svenskt biografiskt handlexikon (SBH), utgiven 1906.